# Monique Alfradique
Monique de Araújo Alfradique (Niterói, 29 de abril de 1986) é uma atriz e apresentadora brasileira.

## Biografia
A vontade de se tornar atriz começou com teatro infantil e campanhas publicitárias.
Iniciou na televisão como Paquita da Xuxa, nos programas Xuxa Park e Planeta Xuxa, exibidos pela Rede Globo, onde trabalhou de 1999 a 2002. Depois de fazer algumas participações em Malhação e Agora É que São Elas, conseguiu seu primeiro papel de protagonista na novela A Lua Me Disse.
Já em 2006, após passar por teste, Monique foi escalada para viver uma das protagonistas de Malhação, a vilã patricinha Priscila, enquanto fazia a peça A Mentira de Nelson Rodrigues. Ficou um ano e meio no programa, mas saiu para viver a Fernanda de Beleza Pura. Depois foi morar em SP para uma temporada da peça Comedia dos Erros de Shakespeare. Em 2004, Monique participou do filme Loucuras a Dois de André Prado no elenco também contava com a participação de Giselle Policarpo. Além disso, Monique participou, em 2008 do videoclipe da canção "Alguém Que Te Faz Sorrir", da banda Fresno.
Em 2009, participou da minissérie Cinquentinha, aonde viveu Bárbara Romero, neta da personagem de Susana Vieira. Ainda em 2009, participou de Cama de Gato onde viveu a jovem médica Érica Castiglione, neta da personagem de Berta Loran. Em 2011, interpretou novamente Bárbara Romero na série Lara com Z, uma segunda temporada de Cinquentinha, e esteve em cartaz com a peça Escola de Mulheres de Molière. No mesmo ano, atuou na novela Fina Estampa. Em 2014, interpreta Luiza, uma jovem estudante de psicologia que se torna garota de programa, na série do Multishow, A Segunda Vez. Monique participou dos quadros Dança no Gelo e Desafio do Faustão, no Domingão do Faustão, na Rede Globo, sendo que ela venceu o desafio de desfilar por todas as 14 escolas de samba de São Paulo.

## Filmografia

### Televisão
| Ano        | Título                       | Personagem                                      | Nota                                             |
| ---------- | ---------------------------- | ----------------------------------------------- | ------------------------------------------------ |
| 1999–2001  | Xuxa Park                    | Paquita (assistente de palco)                   |                                                  |
| 2001       | Planeta Verão                | Paquita (assistente de palco)                   | Programa de Férias                               |
| 2001–2002  | Planeta Xuxa                 | Paquita (assistente de palco)                   |                                                  |
| 2002       | Planeta Xuxa: Jogos de Verão | Paquita (recruta)                               | Programa de Férias                               |
| 2003       | Agora É que São Elas         | Patrícia                                        | Episódio: "19 de junho"                          |
| 2003       | Malhação                     | Natália (Bruxinha)                              | Episódio: "7 de novembro"                        |
| 2004       | Xuxa no Mundo da Imaginação  | Gata Mia                                        | Quadro: "As Aventuras de Txutxucão"              |
| 2005       | A Lua Me Disse               | Branca Sá Marques                               |                                                  |
| 2006       | Dança no Gelo                | Participante                                    |                                                  |
| 2006–2007  | Malhação                     | Priscila Bittencourt                            | Temporadas 13–14                                 |
| 2008       | Beleza Pura                  | Fernanda Brito                                  |                                                  |
| 2008       | Casos e Acasos               | Gabriela                                        | Episódio: "O Celular, a Viagem e o Dia Seguinte" |
| 2009       | Cinquentinha                 | Bárbara Romero                                  |                                                  |
| 2010       | Cama de Gato                 | Érica Castiglione                               | Episódios: "10 de março–9 de abril"              |
| 2010       | Na Forma da Lei              | Nininha Mourão                                  |                                                  |
| 2010       | A Princesa e o Vagabundo     | Léia                                            | Especial de fim de ano                           |
| 2011       | Lara com Z                   | Bárbara Romero                                  |                                                  |
| 2011       | Fina Estampa                 | Beatriz Lobo                                    |                                                  |
| 2012       | Casseta & Planeta Vai Fundo  | Princesa Kate / Giselle Peitchen                | Episódio: "2 de novembro"                        |
| 2012       | Dança dos Famosos            | Participante                                    | Temporada 9                                      |
| 2013       | Super Chef Celebridades      | Participante                                    | Temporada 2                                      |
| 2013       | Didi, o Peregrino            | Rebeca                                          | Especial de fim de ano                           |
| 2014       | A Segunda Vez                | Luíza                                           |                                                  |
| 2015       | PartiuShopping               | Perla                                           |                                                  |
| 2015       | A Regra do Jogo              | Albertina (Tina)                                |                                                  |
| 2016       | A Secretária do Presidente   | Ilde de Souza Pinto                             |                                                  |
| 2017       | A Cara do Pai                | Lorena                                          | Episódio: "Cachimbo de Paz"                      |
| 2017–2020  | A Vila                       | Isabela                                         |                                                  |
| 2018       | Deus Salve o Rei             | Gloria Oliver Labarca, Duquesa-viúva de Córdona |                                                  |
| 2018       | Além da Ilha                 | Sheila                                          |                                                  |
| 2018       | Pais de Primeira             | Patrícia Siqueira Rodrigues                     |                                                  |
| 2019       | A Dona do Pedaço             | Yohana Rezende                                  | Episódios: "11 de outubro–22 de novembro"        |
| 2020– 2021 | Mestre do Sabor              | Apresentadora                                   |                                                  |
| 2021       | Festa É Festa                | Júlia Silva                                     |                                                  |
| 2023       | Batalha do Lip Sync          | Participante (2º lugar)                         | Temporada 2                                      |
| 2023–2024  | Elas por Elas                | Érica Venturini                                 |                                                  |
| 2024       | 5x Comédia                   | Brunielle Fraci dos Santos                      | Episódio: "Mal Me Quer"                          |
| 2025–2026  | Êta Mundo Melhor!            | Tamires                                         |                                                  |

### Cinema
| Ano  | Título                                    | Personagem      | Nota           |
| ---- | ----------------------------------------- | --------------- | -------------- |
| 1999 | Xuxa Requebra                             | Aluna           |                |
| 2001 | Xuxa e os Duendes                         | Fada Rosa       |                |
| 2002 | Xuxa e os Duendes 2: No Caminho das Fadas | Fada Rosa       |                |
| 2004 | Loucuras a Dois                           | Bruna           |                |
| 2005 | Oi, Meu Amor                              | Bela            | Curta-metragem |
| 2016 | Rodízio - O Filme                         | [ 32 ]          | Curta-metragem |
| 2016 | Turbulência                               | Ágatha          |                |
| 2017 | Ninguém Entra, Ninguém Sai                | Dra. Severine   |                |
| 2018 | Crô em Família                            | Carlota Valdez  |                |
| 2019 | Chorar de Rir                             | Bárbara         |                |
| 2019 | O Amor Dá Trabalho                        | Fernanda Kelsey |                |
| 2019 | Osmar, a Primeira Fatia do Pão de Forma   | Josie           | Dublagem       |
| 2020 | Virando a Mesa                            | Nina            |                |
| 2021 | O Buscador                                | Sabrina         |                |
| 2021 | Reação em Cadeia                          | Lara            |                |
| 2022 | Bem-vinda a Quixeramobim                  | Aimée           |                |
| 2022 | Um Natal Cheio de Graça                   | Bebela          |                |
| 2023 | Meu Cunhado é um Vampiro                  | Vanessa         |                |

### Videoclipe
| Ano  | Título                        | Artista         |
| ---- | ----------------------------- | --------------- |
| 2009 | "Alguém Que Te Faz Sorrir"    | Fresno          |
| 2013 | "Perto de Mim"                | Thaeme e Thiago |
| 2017 | "Forró e Paixão"              | Eduardo Costa   |
| 2019 | "Olha Como Está a Minha Mesa" | Léo Santana     |

### Internet
| Ano  | Título    | Personagem         |
| ---- | --------- | ------------------ |
| 2014 | Ato Falho | Várias personagens |

## Teatro
| Ano  | Título                         | Personagem         |
| ---- | ------------------------------ | ------------------ |
| 1997 | Os Bastidores                  |                    |
| 1998 | Eu acredito em duende          |                    |
| 2001 | O Incrível mundo da imaginação |                    |
| 2002 | Juventude                      |                    |
| 2003 | Dálmatas                       |                    |
| 2004 | Fama: o Musical                |                    |
| 2005 | Os Incríveis Anos 60           |                    |
| 2006 | A Mentira                      |                    |
| 2007 | Lembranças de um Sonho         |                    |
| 2009 | A Comédia dos Erros            |                    |
| 2010 | Mordendo os Lábios             |                    |
| 2011 | Escola de Mulheres             | Inês               |
| 2012 | A Garota do Biquini Vermelho   | Sônia Mamede       |
| 2012 | Pirou?                         | Várias personagens |
| 2014 | Qualquer Gato Vira-Lata        | Tati               |
| 2019 | Como Ter uma Vida Quase Normal | Mulher moderna     |

## Prêmios e indicações
| Ano  | Prêmio                                       | Categoria                          | Indicação                      | Resultado |
| ---- | -------------------------------------------- | ---------------------------------- | ------------------------------ | --------- |
| 2005 | Melhores do UOL e PopTevê                    | Atriz Revelação                    | A Lua Me Disse                 | Indicada  |
| 2006 | Meus Prêmios Nick                            | Gata do Ano                        | Monique Alfradique             | Indicada  |
| 2018 | Sociedade Brasileira de Odontologia Estética | Sorriso do Ano                     | Monique Alfradique             | Venceu    |
| 2020 | Prêmio do Humor - SP                         | Melhor Performance                 | Como Ter uma Vida Quase Normal | Indicada  |
| 2021 | Prêmio Glow                                  | Melhor Influencer de Moda e Beauty | Monique Alfradique             | Indicada  |
| 2022 | Festival Sesc Melhores Filmes                | Melhor Atriz Nacional              | Reação em Cadeia               | Indicada  |
| 2022 | Festival Sesc Melhores Filmes                | Melhor Atriz Nacional              | O Buscador                     | Indicada  |
| 2022 | Inffinito Film Festival                      | Melhor Atriz (júri)                | Bem-vinda a Quixeramobim       | Venceu    |
| 2023 | Festival Sesc Melhores Filmes                | Melhor Atriz Nacional              | Bem-vinda a Quixeramobim       | Indicado  |